# Juan Pedro Jiménez Melero
Juan Pedro Jiménez Melero (Jerez de la Frontera, 31 de marzo de 1996), más conocido como Juanpe Jiménez, es un futbolista español que juega de centrocampista en el Málaga Club de Fútbol de la Segunda División de España .

## Trayectoria
Nacido en Jerez de la Frontera, Andalucía, es un jugador formado en las categorías inferiores del Cádiz CF. 
El 2 de diciembre de 2014, renovó su contrato por cinco temporadas con el conjunto gaditano y formaría parte de la temporada 2014-15 con el Cádiz Club de Fútbol "B" de la Tercera División de España.
El 19 de agosto de 2016, hizo su debut con el primer equipo del Cádiz Club de Fútbol, en un encuentro que acabó en empate 1-1 ante la UD Almería.
El 1 de enero de 2017, Juanpe fue cedido al Atlético Mancha Real de la Segunda División B de España hasta el final de la temporada.
En agosto de 2018, Juanpe fichó por el Sevilla FC para ser asignado primero al Sevilla Fútbol Club "C". 
El 5 de noviembre de 2018 renovó su contrato hasta 2020 y se incorporó al Sevilla Atlético de la Segunda División B de España.
El 11 de octubre de 2019, Juanpe amplió aún más su contrato con el Sevilla FC hasta 2021.
El 12 de agosto de 2020, Juanpe firmó un contrato de tres años con el CD Lugo de la Segunda División de España. Marcó su primer gol profesional el 29 de octubre de 2020, logrando el empate en el último minuto en el empate 1-1 ante el CD Tenerife.
El 21 de junio de 2023, tras el descenso del CD Lugo, Juanpe se incorporó al Málaga CF, también descendido a Primera Federación, con un contrato de tres años.
En la temporada 2023-24, disputó la cifra de 26 partidos en liga y 3 partidos de Copa del Rey, logrando el ascenso a la Segunda División de España.

## Clubes
| Club                          | País   | Año                                              |
| ----------------------------- | ------ | ------------------------------------------------ |
| Cádiz Club de Fútbol "B"      | España | 2014-2018                                        |
| Cádiz Club de Fútbol          | España | 2016                                             |
| Atlético Mancha Real (cedido) | España | 2017 Atelitco de Madrid Real Madrid Fc Barcelona |
| Sevilla Fútbol Club "C"       | España | 2018                                             |
| Sevilla Atlético              | España | 2018-2020                                        |
| CD Lugo                       | España | 2020-2023                                        |
| Málaga Club de Fútbol         | España | 2023-Act.                                        |